# Сердюк, Роман Владимирович
Роман Владимирович Сердюк (26 апреля 1928, Полтава — 23 июля 1993, Керчь, Республика Крым) — советский скульптор; заслуженный художник УССР с 1985 года. Член союза художников СССР. Создал много известных работ в г. Керчь.

## Биография
Родился 26 апреля 1928 года в Полтаве. В 1951 году окончил Симферопольское художественное училище имени М. С. Самокиша (педагоги по специальности К. Федчук, Л. Смерчинский).
Среди наследия Романа Сердюка – множество работ, посвященных Александру Сергеевичу Пушкину. Много лет был депутатом городского совета Керчи, главным художником города, членом областного правления Крымской организации Союза художников Украины. Участвовал в украинских и республиканских выставках с 1957 года. Умер 23 июля 1993 года.
Основал детскую школу искусств, которая и сегодня носит его имя.
В 2008 году в Керчи был открыт бюст художника.

## Работы
Работал в области станковой и монументальной скульптуры. Основные произведения:
- «Переход через Сиваш» (1957);
- бюст М. Горького (1959);
- «Крымчанка» (1960);
- «Слово партии» (1961);
- «Обожженный Аджимушкай» (1964);
- «Аджимушкайцы» (1965);
- «Комиссар» (1982).
- Скульптура, посвящённая павшим десантникам Эльтигена (в экспозиции Музея истории Керченско-Эльтигенского десанта).

Автор декоративных вставок в ресторане «Керчь» (1970).